# Erste Liga (Kasachstan) 1998
Die Erste Liga 1998 war die vierte Spielzeit der zweithöchsten kasachischen Spielklasse im Fußball der Männer.

## Modus
Insgesamt sechs Mannschaften nahmen in dieser Spielzeit teil. Die ersten drei der Vorrunde nahmen mit zwei anderen Teams an der Endrunde teil, von denen drei in die Oberste Liga aufstiegen.

## Vorrunde
Die Spiele fanden in Taldyqorghan statt.
Freilos: Munaischy Aqtau und Lokomotiv Almaty
| Pl. | Verein                                 | Sp. | S | U | N | Tore    | Diff. | Punkte |
| --- | -------------------------------------- | --- | - | - | - | ------- | ----- | ------ |
| 1.  | Tomiris Schymkent (N)                  | 3   | 3 | 0 | 0 | 007:000 | +7    | 09     |
| 2.  | SOPFK Qairat Almaty (N)                | 3   | 2 | 0 | 1 | 011:500 | +6    | 06     |
| 3.  | Jessil Petropawl                       | 3   | 1 | 0 | 2 | 003:400 | −1    | 03     |
| 4.  | Schetissu-Promservice Taldyqorghan (N) | 3   | 0 | 0 | 3 | 002:140 | −12   | 0      |

Platzierungskriterien: 1. Punkte – 2. Siege – 3. Direkter Vergleich (Punkte, Tordifferenz, geschossene Tore) – 4. Tordifferenz – 5. geschossene Tore
| (N) | Neuling |

## Endrunde
Die Spiele fanden in der Region Almaty statt.
| Pl. | Verein                  | Sp. | S | U | N | Tore    | Diff. | Punkte |
| --- | ----------------------- | --- | - | - | - | ------- | ----- | ------ |
| 1.  | Tomiris Schymkent (N)   | 4   | 4 | 0 | 0 | 007:000 | +7    | 12     |
| 2.  | SOPFK Qairat Almaty (N) | 4   | 3 | 0 | 1 | 008:100 | +7    | 09     |
| 3.  | Munaischy Aqtau (N)     | 4   | 1 | 1 | 2 | 002:700 | −5    | 04     |
| 4.  | Jessil Petropawl        | 4   | 0 | 2 | 2 | 001:400 | −3    | 02     |
| 5.  | Lokomotiv Almaty        | 4   | 0 | 1 | 3 | 000:600 | −6    | 01     |

Platzierungskriterien: 1. Punkte – 2. Siege – 3. Direkter Vergleich (Punkte, Tordifferenz, geschossene Tore) – 4. Tordifferenz – 5. geschossene Tore
| (N) | Neuling |